# Romuald Wolikowski
Romuald Wolikowski (ur. 21 grudnia 1891 w Romanówce na Wołyniu, zm. 14 lutego 1992 w Edmonton, w Kanadzie) – generał brygady Polskich Sił Zbrojnych, kawaler Orderu Virtuti Militari.

## Życiorys
Był synem Józefa, powstańca styczniowego i zesłańca, i Elżbiety ze Szczerbińskich. Do śmierci matki w 1899 (ojciec zmarł wcześniej), nauki pobierał w domu rodzinnym. Dwa lata później, starsi bracia, występujący jako opiekunowie, oddali go do Szkoły Kadetów w Jarosławiu (od 1906 komendantem szkoły był krewny Wolikowskich, Józef Latour, późniejszy generał Wojska Polskiego). W 1910, po ukończeniu szkoły kadetów, przyjęty został do Aleksiejewskiej Szkoły Wojskowej w Moskwie; którą ukończył z pierwszorzędną lokatą. W 1912, po awansie na podporucznika, otrzymał przydział do 71 pułku piechoty w Puławach (18 DP). W szeregach tego pułku, w latach 1914–1917, walczył na froncie zachodnim. W 1917 wstąpił do I Korpusu Polskiego w Rosji, z którego został skierowany do Imperatorskiej Nikołajewskiej Akademii Wojskowej, w charakterze słuchacza kursu. Latem 1918, po rozwiązaniu korpusu, przedostał się do Ufy i dalej do Bugurusłania i Nowonikołajewska, gdzie razem z Walerianem Czumą organizował polskie formacje wojskowe. Pełnił wówczas obowiązki szefa sztabu 5 Dywizji Strzelców Polskich. Z Rosji udał się przez Japonię i Hawaje do Stanów Zjednoczonych. W kwietniu 1919 razem z Armią Hallera powrócił do Polski.
W kwietniu 1919, po powrocie do kraju, przyjęty został do Wojska Polskiego, w stopniu podpułkownika, i mianowany dowódcą XVII Brygady Piechoty. Następnie pełnił funkcję szefa sztabu Grupy Poleskiej i 5 Armii. Był wówczas najbliższym współpracownikiem generała Władysława Sikorskiego. Zaufanie jakie zdobył u przyszłego Wodza Naczelnego wpłynęło na jego losy w czasie II wojny światowej. We wrześniu 1920 ponownie objął dowództwo XVII BP i sprawował je do grudnia tego roku.
W 1921 wyznaczony został na stanowisko attaché wojskowego przy Poselstwie RP w Moskwie. Tam między innymi, w okresie od lutego do sierpnia 1922 kierował działalnością szpiegowską Bolesława Kontryma. Po dwóch latach spędzonych na placówce dyplomatycznej w ZSRR powrócił do Polski. 3 maja 1922 roku został zweryfikowany w stopniu podpułkownika ze starszeństwem z dniem 1 czerwca 1919 roku i 143. lokatą w korpusie oficerów piechoty, a jego oddziałem macierzystym był nadal 34 pułk piechoty. Z dniem 1 kwietnia 1923 przydzielony został do Dowództwa Okręgu Korpusu Nr II w Lublinie na stanowisko zastępcy szefa sztabu. Z dniem 2 listopada tego roku powołany został na roczny Kurs Doszkolenia Wyższej Szkoły Wojennej w Warszawie. Z dniem 15 października 1924, po ukończeniu kursu i uzyskaniu dyplomu naukowego oficera Sztabu Generalnego, przydzielony został do Departamentu I Piechoty Ministerstwa Spraw Wojskowych w Warszawie na stanowisko pełniącego obowiązki szefa wydziału. 15 stycznia 1926 roku został zatwierdzony na stanowisku szefa Wydziału Poborowego Departamentu I MSWojsk. 3 maja 1926 roku został awansowany na pułkownika ze starszeństwem z dniem 1 lipca 1925 roku i 10. lokatą w korpusie oficerów piechoty. 21 sierpnia 1926 roku został przeniesiony do 59 pułku Piechoty Wielkopolskiej w Inowrocławiu na stanowisko dowódcy pułku. W marcu 1930 wyznaczony został na stanowisko dowódcy piechoty dywizyjnej 4 Dywizji Piechoty w Toruniu. W okresie od 10 listopada 1932 do 10 sierpnia 1933 był słuchaczem VII Kursu Centrum Wyższych Studiów Wojskowych w Warszawie. Od 28 stycznia 1938 do sierpnia 1939 był pomocnikiem generała brygady Edmunda Knoll-Kownackiego, dowódcy Okręgu Korpusu nr VII w Poznaniu.
W latach 20. był skarbnikiem Wojskowego Klubu Samochodowego i Motocyklowego. W okresie II RP został osadnikiem wojskowym w osadzie Chrynów (gmina Grzybowica).

W kampanii wrześniowej 1939 dowodził etapami Armii „Poznań”. 18 września 1939 ewakuował się do Rumunii, a następnie, za zgodą generała dywizji Władysława Sikorskiego, do Francji. W październiku powierzone mu zostały obowiązki dowódcy 1 pułku szkolnego w obozie Coëtquidan. W styczniu następnego roku, w tym samym obozie, wyznaczony został na stanowisko komendanta Centrum Szkół Piechoty. W czerwcu 1940, po przegranej kampanii, ewakuował się do Wielkiej Brytanii. Od października tego roku pełnił obowiązki zastępcy dowódcy, a od 28 lipca do 17 sierpnia 1941 dowódcy 3 Brygady Kadrowej Strzelców. W sierpniu 1941, po zawarciu układu Sikorski-Majski i nawiązaniu stosunków dyplomatycznych z ZSRR, wyjechał do Moskwy, gdzie objął stanowisko attaché i szefa Polskiej Misji Wojskowej. 1 września 1941 gen. dyw. Władysław Sikorski awansował go na generała brygady. We wrześniu 1942 odwołany został z zajmowanych stanowisk na żądanie władz radzieckich i mianowany komendantem kursów oficerskich przy dowództwie Armii Polskiej na Wschodzie. Od kwietnia 1944 do 1946 pozostawał w dyspozycji Ministra Obrony Narodowej, a później szefa Sztabu Głównego w Londynie.

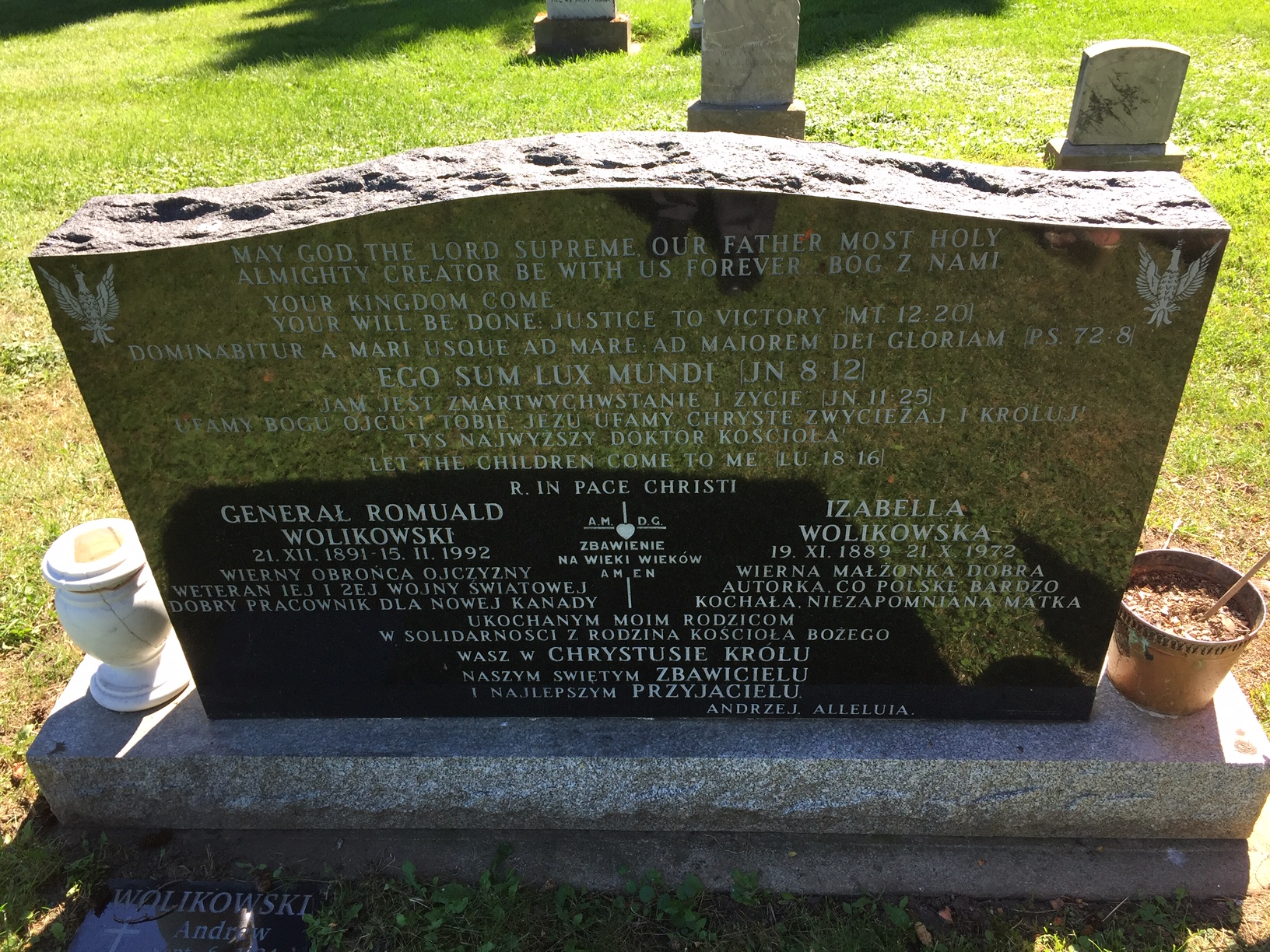
Grób gen. Romualda Wolikowskiego

Po demobilizacji osiedlił się w Edmonton (Alberta, Kanada). Przez wiele lat był aktywnym członkiem tamtejszego SPK Koła Nr.6. będąc okresowo członkiem zarządu. Prawie do końca życia pojawiał się na lokalnych imprezach polonijnych. 
Spośród generałów WP, mianowanych do zakończenia II wojny światowej, przeżyło go tylko dwóch, a mianowicie: Klemens Rudnicki (zm. 12 czerwca 1992) i Stanisław Maczek (zm. 11 grudnia 1994).
Od 1921 był żonaty z Izabellą Lutosławską, pisarką, tłumaczką i publicystką, z którą miał dwóch synów: Andrzeja (1924–2017) oraz Grzegorza (1926–1944), który zginął w powstaniu warszawskim.
Zmarł 14 lutego 1992 w Szpitalu Św. Józefa w Edmonton. Został pochowany na Saint Albert Roman Catholic Cemetery. W tej samej kwaterze pochowani są jego żona Izabella i syn Andrew/Andrzej.

## Ordery i odznaczenia
- Krzyż Srebrny Orderu Wojskowego Virtuti Militari nr 4436 (1921)[15]
- Krzyż Niepodległości (2 sierpnia 1931)[16]
- Krzyż Oficerski Orderu Odrodzenia Polski (2 maja 1922)[17][18]
- Krzyż Walecznych (czterokrotnie)[13]
- Krzyż za udział w Wojnie 1918–1921 (1991)[19]
- Złoty Krzyż Zasługi (19 marca 1935)[20][21]
- Medal Pamiątkowy za Wojnę 1918–1921[13]
- Medal Dziesięciolecia Odzyskanej Niepodległości[13]
- Brązowy Medal za Długoletnią Służbę[13]
- Medal Zwycięstwa („Médaille Interalliée”)
- Order św. Stanisława z mieczami i kokardą (Imperium Rosyjskie)[22]
- Order św. Stanisława II klasy z mieczami (Imperium Rosyjskie)[22]
- Order św. Anny II klasy z mieczami (Imperium Rosyjskie)[22]
- Order św. Anny III klasy z mieczami i kokardą (Imperium Rosyjskie, 1914)[22]
- Order św. Anny IV klasy (Imperium Rosyjskie, 1914)[22]
- Order św. Włodzimierza IV klasy z mieczami i kokardą (Imperium Rosyjskie)[22]
- Krzyż Świętego Jerzego IV klasy (Imperium Rosyjskie, 1914)[22]
- Złota Odznaka Honorowa Federacji Światowej SPK (14 listopada 1987)